# Pisístrat d'Orcomen
Pisístrat d'Orcomen (en llatí Peisistratus, en grec antic Πεισι ́στρατος) fou rei d'Orcomen en temps de la guerra del Peloponès al final del segle V aC.
Va trobar l'oposició del partit oligàrquic en les seves actuacions i va ser assassinat en una assemblea del senat. Per evitar que la notícia fos coneguda, van tallar el seu cos a trossets i cada senador se'n va emportar un tros amagat entre les seves robes. Quan el poble es va mostrar intranquil per la desaparició del rei, el mateix fill de Pisístrat, Tlesimac, implicat en la conspiració, va tranquil·litzar als ciutadans i va explicar que el rei se li havia aparegut en forma sobrehumana després d'abandonar la terra, segons explica Plutarc.